# 야르칸드강

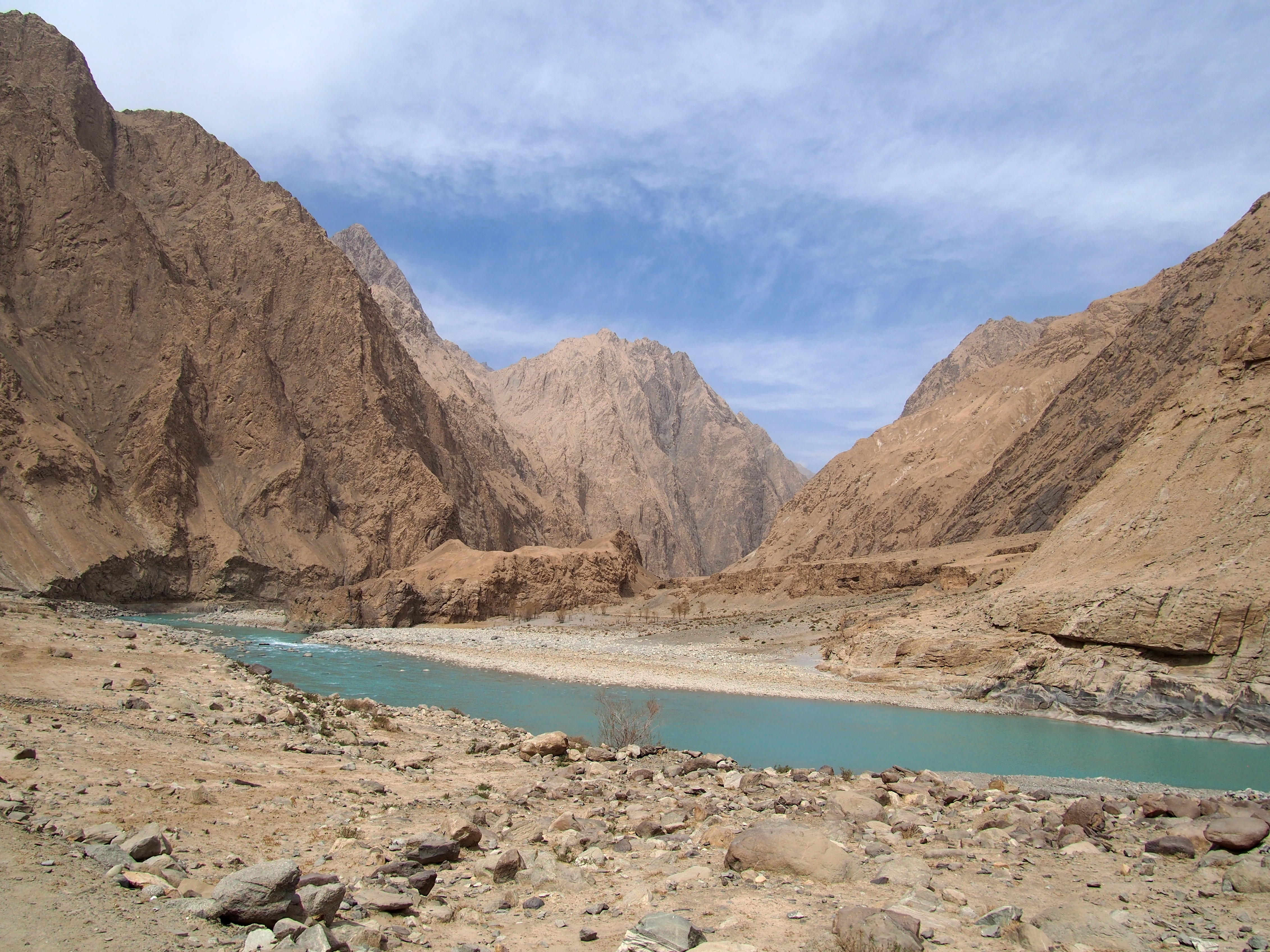

야르칸드강(위구르어: يەكەن دەرياسى) 또는 예얼창 강(중국어: 叶尔羌河, 병음: Yèěrqiāng hé)은 타림 강의 지류로 중국 서부 신장 위구르 자치구의 강이다. 길이는 약 970km이다.